# Rochester (Minnesota)
Rochester è un comune (city) degli Stati Uniti d'America e capoluogo della contea di Olmsted nello Stato del Minnesota. La popolazione era di 106 769 persone al censimento del 2010, il che la rende la terza città più grande dello stato e la più grande al di fuori dell'area metropolitana di Minneapolis-Saint Paul. Nella città vi ha la sede principale della Mayo Clinic, famosa istituzione medica che impiega oltre 30 000 persone nella sola Rochester.

## Geografia fisica
Secondo lo United States Census Bureau, ha un'area totale di 54,75 miglia quadrate (141,39 km²).

## Storia
Rochester è stata fondata nel 1854 e intrecciata nel 1855. Rochester fu sviluppata come stop della diligenza tra Saint Paul, Minnesota, e Dubuque, Iowa. Quando la ferrovia è arrivata negli anni 1860, ha portato nuovi residenti e opportunità di business. Nel 1863 il Dr. Mayo si trasferì in città come chirurgo esaminatore per i coscritti della guerra civile americana. La comunità prese il nome dalla città di Rochester nello Stato di New York.

## Infrastrutture e trasporti
La città è servita dall'Aeroporto Internazionale di Rochester.

## Società

### Evoluzione demografica
Secondo il censimento del 2010, c'erano 106 769 persone.

### Etnie e minoranze straniere
Secondo il censimento del 2010, la composizione etnica della città era formata dall'82,0% di bianchi, il 6,3% di afroamericani, lo 0,3% di nativi americani, il 6,8% di asiatici, il 2,0% di altre etnie, e il 2,6% di due o più etnie. Ispanici o latinos di qualunque etnia erano il 7,2% della popolazione.